# 1978 في بيرو
فيما يلي قوائم الأحداث التي وقعت خلال عام 1978 في بيرو.

## سياسة

### تعيين في المنصب
- 28 يوليو – لويس سانشيز عضو مجلس نواب بيرو ‏.

## رياضة
- 1 يناير – الدوري البيروفي لكرة القدم 1978 الفائز أليانزا ليما.
- 1 يناير – كوبا بيرو 1978 الفائز Juventud La Palma [الإنجليزية]‏.

## مواليد

### يناير
- 26 يناير – ألبيرتو روسيل ملاكم بيروفي.

### مارس
- 16 مارس – مانويل ريفيرا غاريدو لاعب كرة قدم بيروفي.
- 18 مارس – خيسوس سيسنيروس لاعب كرة قدم بيروفي.
- 31 مارس – إيمورتل تكنيك

### أبريل
- 11 أبريل – أليكس فالي
- 26 أبريل – أندريس ميندوزا لاعب كرة قدم بيروفي.
- 26 أبريل – ريان أونيل لاعب كرة قدم من الولايات المتحدة الأمريكية.

### مايو
- 30 ديسمبر – ألونسو مايو

### يونيو
- 24 يونيو – خوان فرنسيسكو هرنانديز لاعب كرة قدم بيروفي.

### أغسطس
- 9 أغسطس – يوهان فانو لاعب كرة قدم بيروفي.
- 17 أغسطس – نيلسون ميدينا فنان بيروفي.

### سبتمبر
- 6 سبتمبر – جوستافو فاسالو لاعب كرة قدم بيروفي.

### أكتوبر
- 3 أكتوبر – كلاوديو بيتزارو لاعب كرة قدم بيروفي.
- 21 أكتوبر – جيمي لوبيز ملحن بيروفي.

### ديسمبر
- 29 ديسمبر – ألكسيس أموري ممثلة إباحية من البيرو.
- 30 ديسمبر – ألونسو مايو

## وفيات

### أكتوبر
- 12 أكتوبر – فيليكس كاستيلو (مواليد 1928) لاعب كرة قدم بيروفي.